# Détroit de Dmitri-Laptev
Le détroit de Dmitri-Laptev ou détroit de Laptev est un détroit qui sépare l'île Grande Liakhov, dans les îles de Nouvelle-Sibérie, et la terre ferme. Le détroit de Dmitri-Laptev relie la mer des Laptev à l'ouest et la mer de Sibérie orientale à l'est. Long de 115 km, il mesure 50 km de large en son point le plus étroit et 61 km au maximum. Peu profond, sa profondeur est comprise entre 11 et 16 mètres. Administrativement, le détroit est situé en République de Sakha dans le nord de la Russie. 
Il est nommé d'après l'explorateur russe Dmitri Laptev.
Il est en ce moment au coeur des discussions sur la route du passage du nord-est voulue par les Russes pour acheminer leurs marchandises via l'Océan Arctique. Sa profondeur limite le type de bateaux possibles et donc une libre circulation dans l'océan arctique.